# École polytechnique d’ingénieur d’Université Côte d’Azur
Die École polytechnique d’ingénieur d’Université Côte d’Azur (Polytech Nice Sophia) ist eine französische Ingenieurhochschule, die 2005 gegründet wurde.
Die Schule bildet Ingenieure in acht Fachrichtungen aus :
- Nachhaltige und intelligente Gebäude
- Elektronik
- Biologische Technik
- Wasserbau
- Angewandte Mathematik und Modellierung
- Robotik
- Eingebettete Systeme kommunizieren
- Informatik[3]

Das in Sophia Antipolis, in der Nähe von Nizza, gelegene Polytech Nice Sophia ist eine öffentliche Hochschuleinrichtung. Die Schule ist Mitglied der Universität Côte d’Azur.